# Laphyctis gigantella
Laphyctis gigantella là một loài ruồi trong họ Asilidae. Laphyctis gigantella được Loew miêu tả năm 1852.